# Zaporizjzja
Zaporizjzja (ukrainska: Запоріжжя uttal (fil); ryska: Запоро́жье, Zaporozje) är en stad i sydöstra Ukraina, vid floden Dnepr (ukrainska: Dnipro), ungefär 70 kilometer söder om Dnipro (tidigare Dnipropetrovsk), i Zaporizjzja oblast i vilket staden är administrativ huvudort. Zaporizjzja är den sjätte största staden i Ukraina, med en befolkning på omkring 770 000 invånare. Zaporizjzja är en viktig järnvägsknutpunkt och ett viktigt industriellt centrum, med tillverkning av flygplansmotorer och bilar. I staden finns  vattenkraftverket DniproHES.

## Historik
På ön Chortytsja i floden Dnipro, mitt emot den moderna delen av Zaporizjzja, låg zaporogernas huvudstad, Zaporizja Sitj. Ett ryskt fort, Aleksandrovsk, anlades på platsen för den nuvarande staden år 1770. Orten fick stadsrättigheter 1806 och bytte 1921 namn till Zaporizjzja.